# آیلین (فیلم)
آیلین (انگلیسی: Eileen)، یک فیلم آمریکایی در ژانر دلهره‌آور روان‌شناختی به کارگردانی ویلیام اولدروید است که در سال ۲۰۲۳ منتشر شد. آتوسا مشفق، فیلم‌نامه این فیلم را بر اساس رمانی به همین نام نوشته خودش که در سال ۲۰۱۶ منتشر شد به رشته تحریر درآورده است. داستان فیلم در سال ۱۹۶۰ اتفاق افتاده و ماجرای زندگی دختر جوانی به نام آیلین را دنبال می‌کند که در یک کانون اصلاح و تربیت در نیوانگلند مشغول به کار است. هنگامی که مشاور جذاب و فریبنده به نام ربکا پا به زندان می‌گذارد، رابطه‌ای عجیب میان این دو شکل می‌گیرد. توماسین مکنزی، شیا ویگهام، مارین ایرلند، اوون تیگ و ان هتوی ستارگان فیلم هستند.
آیلین نخستین بار در ژانویه ۲۰۲۳ در جشنواره فیلم ساندنس به نمایش درآمد که واکنش بسیار مثبت منتقدان را در پی داشت و در زمینه داستان و اجرای هتوی تحسین شد. فیلم اکران خود به صورت جهانی را از ۱ دسامبر ۲۰۲۳ آغاز کرد. هتوی این فیلم را ترکیبی از دو فیلم کارول (۲۰۱۵) و سگ‌های انباری (۱۹۹۲) توصیف کرده‌است.

## بازیگران
- توماسین مک‌کنزی در نقش آیلین
- ان هتوی در نقش ربکا
- شیا ویگهام در نقش جیم
- اوون تیگ در نقش رندی
- مارین ایرلند در نقش ریتا
- سَم نیوولا در نقش لی